# Лука Копар
Лука Копар је акционарско друштво које пружа лучке и логистичке услуге у јединој словеначкој луци, у Копру. Налази се у северном делу Јадранског мора, углавном повезује тржишта средње и југоисточне Европе са Средоземним морем и Далеким истоком. За разлику од других европских лука, којима управљају лучке управе, активности Луке Копар обухватају управљање подручјем слободне зоне, управљање подручјем луке и улогу оператера терминала. Тренутно је главна лука која опслужује пут између Јадранског мора и Средње Европе.

## Пословање

### Терминали луке
Лука Копар има 12 специјализованих терминала:
- Контејнерски и Ро-Ро терминал
- Ауто терминал
- Терминал за генералне терете
- Терминал за воће
- Терминал за дрво
- Терминал за минерале
- Терминал за житарице и сточну храну
- Терминал глинице
- Европски енергетски терминал
- Терминал за течне терете
- Сточни терминал
- Путнички терминал

Основна делатност обухвата услуге манипулације и складиштења терета за све врсте робе, употпуњене низом додатних услуга за терет са циљем пружања свеобухватне логистичке подршке купцима. Компанија управља комерцијалном зоном и обезбеђује развој и одржавање лучке инфраструктуре.

## Историја

### Пре Другог светског рата
Од свог оснивања у доба Римске републике, поморска трговина је играла важну улогу у историји и развоју Копра. Град је добио повељу од цара Светог римског царства Конрада II почетком 11. века, док су у 13. веку аквилејски патријарси доделили Копру власт над својим северним истарским залеђем. 1279. Копар је припао Млетачкој републици и развио се у истакнуто трговачко и административно средиште Истре. Након пада Венеције 1797., цео регион је ушао у састав Хабзбуршке монархије, а Копар је за кратко време био познат као царска аустријска лука.
Када су 1719. Трст и Ријека проглашени слободним лукама, статус, трговина и утицај Копра почели су да опадају. Слом Млетачке републике и пренос локалне административне и политичке власти на Трст који је уследио додатно су убрзали овај пад. Настављена је поморска и трговачка стагнација Копра, прво под влашћу Хабзбурга, а затим после 1919. под италијанском влашћу. Несигурност у погледу њене будућности наставила се и у послератној ери, током периода Слободне територије Трста. Статус и дугорочна будућност Копра су коначно решени 1954. потписивањем Лондонског меморандума о разумевању, којим је Зона Б територије — укључујући Копар и Истру — припао Југославији. Подела Слободне територије Трста довела је до масовног исељавања етничких Италијана који живе у истарским приморским градовима. Запуштени више од два века, њихов комерцијални потенцијал је био слаб, а индустрије застареле, док су поморски саобраћај и трговина били строго ограничени на локалне потребе.

### Послератни период
Истражујући нове могућности развоја словеначке Истре, група ентузијаста почела је да разматра потенцијале за изградњу међународне морске луке. 1957. припремили су инвестициони програм за уређење 135 метара северне обале Копра, а 23. маја те године основано је прво претоварно-складишно предузеће Пристанишче Копар. Тако је основан нови подухват, запошљавајући локалне раднике чије је искуство било пресудно у организацији овог новог и неустрашивог подухвата.
До августа 1957. Петер Клепец, плутајући багер, продубио је морско дно дуж северне обале града, а бетонирање простора око првог пристаништа почело је у децембру. Истовремено, започели су радови на насипу преко увале Стањон, и тако су оперативна подручја нове луке почела да се обликују континуираним процесом јаружања и акумулације. Луки Копар је на крају дозвољено да се придружи Асоцијацији југословенских лука, а у октобру 1958. добија државну сагласност за свој инвестициони програм. Коначно је дошло до дужног признања.

### ОснивањеЛуке Копар
Упркос развоју у ери у којој је увоз растао, било је тешко привући пословање даље од успостављених лука у региону, као што су оближња лука Трст и лука Ријека. Али развој је постепено повећавао конкурентску предност луке, као и њену отвореност за потенцијалне кориснике, што је довело до све шире комерцијалне сарадње, као и успостављања онога што је требало да постане дугорочна партнерства између луке и њених купаца. За суфинансирање или улагање у изградњу неопходне инфраструктуре одлучиле су се углавном компаније које се баве трговином прехрамбеним производима и дрвном грађом - укључујући, између осталих, и Националну управу за силосе и складишта, Емону, Словенијалес и Центропром.
На основу одлуке Радничког савета из октобра 1961., Пристанишче Копар мења назив у Лука Копар и послује као друштвено предузеће. Циљеви компаније су били јасни, а до краја 1962. године њене интегрисане операције су функционисале ефикасно. Развој је настављен набавком хладњаче Декани и набавком јединица за дезинфекцију и сазревање воћа. До 1962. годишњи проток износио је 270.000 тона. Роба која је пролазила кроз луку је највећим делом вучена друмским путем, а мањим делом железницом до Козине, а одатле камионима до Копра и обрнуто.
Увоз је био намењен словеначком и српском тржишту; за разлику од суседне Хрватске, Србија није имала свој излаз на море. Почетком 60-их, одлазни поморски терет, извоз са европског континента, износио је само 20 одсто укупног саобраћаја, док је удео транзитне робе био слично низак. Са скоро истим капацитетима и побољшаном организацијом, 1963. је превезено 628.456 тона терета. Овај брзи раст је резултат повећаног увоза пшенице, пиринча, ђубрива и сточне хране. Као последица солидног пословања, у комбинацији са својим географским и другим предностима, Лука Копар је стекла поверење иностраних партнера и забележила рекордан раст.
Одлични резултати постигнути 1963. били су и последица успостављања прве слободне зоне, Лука Копар је била у могућности да пружи низ услуга компанијама које користе луку. Ова нова оријентација захтевала је реорганизацију предузећа у шест целина: Претовар, Складиштење, Дрво, Одржавање, Заједничке услуге и Лучки дом.

### Ера железнице
Убрзани развој и оперативни раст открили су неадекватност комуникација са залеђем. Различити проблеми у вези са координацијом железничког и друмског саобраћаја између Копра и Козине повећали су трошкове самостана пловила, вагона и камиона. Ипак, терет Луке Копар је наставио да расте и 1966. године износи 788.616 тона.
И југословенске и словеначке власти нису благонаклоно гледале на изградњу железничке везе за Копар, па је Лука Копар сама финансирала иницијалну студију и пројектну документацију. 1964. након исцрпних преговора, компанија је пустила у рад шему, а радови на новој прузи су започели. Упркос финансијским тешкоћама и тешком терену, грађевински радови су се постепено одвијали, а свечаном и раскошном инаугурационом церемонијом 2. децембра 1967. почео је рад на линији од 31 километар између Копра и Прешнице.
Убрзо након тога, одредбе које је донело СИВ дале су нови подстицај у развоју. Наиме, страним компанијама је дозвољено да улажу у домаћа предузећа која делују у слободној зони луке. Изградња терминала за расуте течности била је једна таква опипљива последица ових одредби.
Намирнице су и даље чиниле већину терета који је прошао кроз Копар. 1967. укупан проток тропског воћа износио је 113.000 тона, што га је сврстало на прво место на листи југословенских лука које претоварују ову кварљиву робу. Дошло је и до повећања транзитног терета, посебно за Чехословачку (140.572 тоне), Мађарску (49.645 тона), Западну Немачку (47.592 тона), Аустрију (15.039 тона), Италију (11.369 тона), Швајцарску (1.680 тона као и Бугарску и СССР). укупно 12.479 тона). Између 1968. и 1977. развој луке Копар искључиво је зависио од домаћих ресурса, односно сопствених профита компаније и подигнутих кредита. Висок степен задужености у комбинацији са брзим развојем довео је до низа економских и оперативних потешкоћа.

### Скок у расту крајем 60-их
Најважнија инвестиција 1968. била је изградња терминала за течна горива, који је почео са радом у новембру те године. Заиста, нафтни деривати су забележили највеће стопе годишњег раста током година обезбеђивања. Железница се сада показала као одлична инвестиција, а још горљивији противници пројекта коначно су били приморани да признају вредност. Као резултат позитивног јавног мњења и одличних перформанси, пруга Копар је званично укључена у националну железничку мрежу. Истовремено, држава се обавезала на субвенционисање камата на кредите подигнуте за развој лучке инфраструктуре, акцију која је у великој мери растеретила дужничко оптерећење компаније, посебно у погледу финансирања железничке и лучке инфраструктуре. Убрзани развој и велике обавезе настале таквим непрестаним улагањима утицали су на новчани ток и солвентност. Услови за запошљавање су се погоршали, што је довело до велике флуктуације кадрова: 1969. запослено је 703 нова радника, док је 490 такође напустило предузеће. Због недостатка домаће радне снаге, радници су довођени из других југословенских република. Сви ови услови негативно су се утицали на пословање Луке Копар, а усвојене контрамере су само мало побољшале ситуацију.

### Раст протока терета пре 1970.
Годишњи проток поморског терета премашио је праг од милион тона први пут 1968.; само две године касније та количина је била скоро два милиона тона. Поред нафтних деривата, повећан је и проток генералних терета, што се углавном може приписати оживљавању словеначке трговине и трговине.
Лука Копар је почела са радом претоваром разних терета, посебно воћа, дрвета, пшенице и сточне хране, генералних терета и нафте. У почетку је увоз чинио више од половине промета, а тек десет одсто словеначки извоз. Биланс је чинила транзитна роба намењена земљама источне Европе .

### Раст протока терета 1970 - 1980
Седамдесетих година прошлог века дошло је до успоравања раста протока терета; стопа раста је у просеку износила 2,6 процената годишње, што је резултирало повећањем од мање од тридесет процената током деценије. Ово успоравање је последица високог степена задужености предузећа, раста трошкова рада и организационе нестабилности.
Од овог периода, Лука Копар почиње да се све више специјализује и концентрише на одређене врсте терета. Порастао је обим претовара дрвне грађе, док су испоруке минерала и руде све чешће. Поред нафте, претоварени су и други течни терети, као што су хемикалије, вино и биљно уље. Контејнери и РО-РО били су кључне иновације 70-их за које је специјализовани терминал почео са радом 1979.
У овој ери половина претовареног терета, не укључујући нафтне деривате, односила се на домаће тржиште од чега је увоз чинио 35 одсто, а извоз 15 одсто укупног. Друга половина је био транзитни терет који се односио на Чехословачку, Мађарску и Аустрију.

### Раст протока терета 1990 - 2000
Осамдесете године су биле изузетно значајан период у развоју Луке Копар; укупни проток је више него удвостручен, док је опсег капацитета проширен на оне којима лука располаже до данас. Увоз глинице је почео 1990., док се суви расути терети повећали осам пута током деценије.
Осим тога, 80-те су биле сведоци прве веће испоруке аутомобила, трговине која је - током година - требало да се развије у једну од најважнијих области пословања. Другу половину деценије окарактерисао је значајан пад производње сировог дрвета и воћа, што је углавном било последица ширег увођења контејнеризације.
Удео транзитног терета је растао током 80-их, а посебно расутих терета за Аустрију. До 1990. укупни послови Копра, при чему су Мађарска и Чехословачка још увек држале око 10 процената.
Последњих неколико година 20. века обележио је динамичан раст, потпомогнут узлетом словеначке привреде. Касне 1990-те су биле посебно успешан период развоја Луке Копар, док је између 1990. и 2000. године проток терета повећан за преко 70 одсто, односно око 8 одсто годишње.
До 2000. Лука Копар је поново прерађивала 300.000 тона дрвета годишње. И док је обим нафтних деривата достигао троструки ниво од раних 90-их, компанија је активно ограничила сразмеран раст који се дешавао у промету руде гвожђа и угља. Пропусност возила се повећала седамнаест пута у само једној деценији. Крајем 90-их је такође дошло до унапређења сточарства. Иако је раст контејнерског превоза настављен, он је током деценије порастао само за двадесет процената, што је највећим делом била последица нестабилне политичке и економске ситуације током раних 90-их.
Деведесете су такође довеле до стварања структуре тржишта терета која траје до данас. Отприлике једна трећина укупног промета односила се на словеначко домаће тржиште, док је остатак био на земље европског залеђа Копра. До 2000. Аустрија је била на првом месту са преко два милиона тона робе годишње, док је Италија имала значајних десет процената укупне количине.

### Раст протока терета 2000–2006
Од 2000. до 2006. проток у контејнерском саобраћају, возилима, дрвној грађи, течним теретима (без нафте) и житарицама се удвостручио, док је генерални терет повећан за преко 50 процената.
Најинтензивнији раст забележен је у трговини са Мађарском, која је у 2006. премашила милион тона. Ипак, аустријски клијенти — са 3,5 милиона тона, или четвртином укупног протока — и даље су на врху листе транзитног терета, док је трговина са Италијом, која сада чини 15 одсто пословања, такође брзо расла. Домаће тржиште је остварило око 30 одсто промета. Проток је у просеку повећан за 7 одсто годишње.
Током 2006. проток терета је скоро достигао ниво засићења због ограничења које поставља једнолинијска железничка веза са националном мрежом. Последњих година раст контејнерског терета и возила био је од посебног значаја за просперитет Луке Копар, и остаће међу кључним стратешким развојним оријентацијама компаније у наредној деценији.

## Контровезре
Пословање Луке Копар наишло је на контролу због правних спорова у које су умешани бивши чланови надзорног одбора. Компанија је у октобру 2023. покренула извршни поступак за надокнаду штете од осам бивших чланова одбора, након судске пресуде према којој су они одговорни за одобравање финансијски штетне инвестиције 2008. Поред тога, у новембру 2024., у извештајима је истакнуто да је једна од ових бивших чланица, Олга Франца, поднела захтев за лични банкрот као одговор на значајне захтеве за одштетом.  Према руској инвазији на Украјину, Лука Копар је критикована због ограниченог одговора на руске акције у Украјини. Критичари тврде да овом ставу недостаје чврста посвећеност обустављању операција у Русији. 